# Khamzat Chimaev
Khamzat Khizarovich Chimaev (Chechenia, Rusia; 1 de mayo de 1994) es un artista marcial mixto ruso. Actualmente compite en la división de peso mediano de Ultimate Fighting Championship, donde es el actual Campeón Mundial de Peso Medio de UFC. Desde el 19 de agosto de 2025, se encuentra en la posición #4 del ranking libra por libra de la UFC. Anteriormente compitió en Brave CF.
Chimaev se caracteriza por un estilo de pelea agresivo dominante, donde busca someter a su rival en casi todas sus peleas, una de las razones por la que lo llaman Borz (Lobo).

## Inicios en el wrestling
Chimaev nació en Chechenia, Rusia, donde empezó a practicar wrestling cuándo tenía cinco años. Tiempo después ganó una medalla de bronce en los Campeonatos Nacionales rusos en la categoría júnior.
En 2011, cuando tenía 17 años, emigró a Suecia.
Después de mudarse a Suecia, Chimaev continuó luchando en BK Athén. En 2018, ganó una medalla de oro en los Campeonatos Nacionales Suecos en los 92 kilogramos (202 lbs) en la división freestyle. Tuvo un rendimiento dominante en el torneo, ganó sus primeros tres enfrentamientos por nocaut técnico con una puntuación de 10 puntos a 0 hasta la final, donde derrotó a su adversario por 7 puntos a 0. También compitió en varios torneos de judo y en cuatro luchas de sambo.

## Carrera de artes marciales mixtas
Chimaev empezó a entrenar MMA en 2017, cuando tenía 23 años, en el Allstar Training Center en Estocolmo junto con Alexander Gustafsson, Ilir Latifi, Reza Madadi, entre otros. Gustafsson (uno de sus compañeros de entrenamiento principales), le dijo a un reportero sueco durante una rueda de prensa en junio de 2019 que Chimaev era uno de los mejores luchadores con los que había entrenado.

### Inicios de su carrera
Entre septiembre de 2017 y abril de 2018, Chimaev tuvo tres luchas amateur en MMA. La primera de ellas era contra el futuro Campeón Mundial de la IMMAF Khaled Laallam, a quien derrotó vía sumisión en la segunda ronda. Ganó sus siguientes dos luchas amateurs, una por sumisión y la otra por nocaut técnico, completando su carrera amateur con un registro de 3-0.
Chimaev se convirtió en peleador profesional el 26 de mayo de 2018 en International Ring Fight Arena #14, contra Gard Olve Sagen. Ganó la lucha vía nocaut técnico en la segunda ronda. Luego afrontó a Ole Magnor el 18 de agosto de 2018 en Fight Club Rush #3. Chimaev Ganó la pelea vía sumisión con un rear naked choke, a finales de la primera ronda.

### Brave CF
Después de sus primeras dos luchas profesionales en Suecia, Chimaev firmó con la organización medio-oriental Brave Combat Federation (Brave CF). Estaba planeado hacer su debut contra Benjamin Bennett el 16 de noviembre de 2018 en Brave CF #18 pero Bennett se retiró del combate y fue reemplazado por el invicto Marko Kisic. Ganó la lucha vía nocaut técnico en la primera ronda después de tumbar a su adversario con la mano izquierda.
Chimaev tuvo un giro rápido en su siguiente pelea, cuando se enfrentó a Sidney Wheeler con poca anticipación el 22 de diciembre de 2018 en Brave CF 20, reemplazando a un lesionado Leon Aliu. Ganó la pelea por nocaut técnico a los 35 segundos del primer asalto.
Luego luchó contra Ikram Aliskerov el 19 de abril de 2019 en Brave CF 23. Este fue el debut de Chimaev en la división de peso wélter. Ganó la pelea por nocaut después de conectar un uppercut en el primer asalto. Esta actuación le valió el premio Brave's Knockout of the Night.
Su cuarta pelea promocional fue contra Mzwandile Hlongwa el 4 de octubre de 2019 en Brave CF #27. Chimaev ganó la pelea por sumisión en el segundo asalto.
Se esperaba que Chimaev desafiara a Jarrah Al-Selawe por el Campeonato de Peso Wélter BCF el 18 de abril de 2020 en Brave CF #37, que sería el primer evento de promociones en la ciudad natal de Chimaev; Estocolmo, Suecia. Sin embargo, el evento se pospuso debido a la pandemia de COVID-19 y el enfrentamiento se canceló por completo cuando Chimaev firmó con UFC .

### Ultimate Fighting Championship

#### 2020
Chimaev hizo su debut promocional en una pelea de peso mediano contra John Phillips, reemplazando a Dusko Todorovic, el 16 de julio de 2020, en UFC por ESPN 13. Ganó la pelea por sumisión en el segundo asalto. Esta victoria le valió el premio Performance of the Night .
Diez días después de la pelea contra Phillips, Chimaev enfrentó al debutante Rhys McKee en peso wélter el 25 de julio de 2020, en UFC on ESPN 14. Ganó la pelea por TKO en el primer asalto. Obtuvo su segundo premio de bonificación Actuación de la Noche . Esta victoria también marcó un nuevo récord de UFC por las victorias consecutivas más rápidas en la historia moderna de UFC (10 días).
El 6 de septiembre de 2020 se informó que Chimaev tendría otro cambio rápido ya que estaba reservado para enfrentar a Gerald Meerschaert el 19 de septiembre de 2020 en UFC Fight Night 178 . Ganó la pelea contra Meerschaert por nocaut en 17 segundos del primer asalto. Esta victoria le valió su tercer premio consecutivo de Actuación de la Noche . Esto también le valió un nuevo récord, ya que fue la racha ganadora de tres peleas más rápida en la historia moderna de UFC (66 días).
Chimaev estaba programado para encabezar un evento contra Leon Edwards, en el UFC Apex. La pelea fue cancelada debido a Covid positivo de Edwards. Más tarde reprogramada, sin embargo, Chimaev también daría positivo por Covid-19.
El 1 de marzo de 2021, Khamzat Chimaev, a través de sus redes sociales, anunció su prematuro retiro de las artes marciales mixtas, luego que su enfermedad por Covid-19 empeorara y le dificultara la respiración, inclusive, hiciera que tosiera sangre.
Luego de varias semanas de incertidumbre y sin hablar sobre su retiro, el 29 de marzo, Chimaev confirmó que no se retiraba del deporte, argumentando que creía tener cáncer y por eso había dado un paso al costado.
Chimaev enfrentó a Li Jingliang el 30 de octubre de 2021, en UFC 267. Ganó la pelea por sumisión técnica (rear-naked choke) en el primer asalto. Esta victoria lo hizo merecedor de su cuarto premio de Actuación de la Noche seguido.

#### 2022
Chimaev enfrentó a Gilbert Burns el 9 de abril de 2022, en UFC 273. Chimaev ganó la pelea por decisión unánime, siendo la primera victoria por decisión en su carrera profesional. Esta pelea lo hizo merecedor de su primer premio de Pelea de la Noche. Esta pelea también lo hizo merecedor del primer lugar del premio Crypto.com Fan Bonus of the Night.
Chimaev estaba programado para enfrentar a Nate Diaz el 10 de septiembre de 2022, en el evento estelar de UFC 279. En el pesaje, Chimaev pesó 178.5 libras, siete libra y media sobre el límite de peso weltér. Como resultado, Chimaev fue removido del evento estelar con Diaz, enfrentando a Kevin Holland en el evento coestelar en una pelea en peso pactado en 180 libras. Holland ya estaba programado para una pelea en peso pactado en 180 libras contra Daniel Rodriguez en el evento. Chimaev ganó la pelea por sumisión (D'Arce Choke) en el primer asalto.

#### 2023
Chimaev estaba programado para enfrentar a ex-retador titular de peso mediano Paulo Costa 21 de octubre de 2023, en UFC 294. Sin embargo, debido a una cirguía que obligó a Costa retirarse de la pelea una semana antes del evento, Chimaev terminó enfrentando al ex-Campeón Mundial de Peso Wélter de UFC Kamaru Usman.  Ganó la pelea por decisión mayoritaria, realizando un primer asalto muy dominante.

#### 2024
Chimaev estaba programado para enfrentar al ex-Campeón Mundial de Peso Mediano de UFC Robert Whittaker el 22 de junio de 2024, en UFC on ABC 6.  Sin embargo Chimaev se retiró del evento por razones médicas.
Chimaev ha sido reprogramado para enfrentar a Robert Whittaker el 26 de octubre de 2024, en UFC 308.
2025
Chimaev fue programado para enfrentar a Dricus Du Plessis por el título de peso medio el 17 de agosto de 2025, La pelea duró todos los rounds y dieron por ganador al checheno por decisión unánime

## Formación
Chimaev entrena en el Allstar Training Center en Estocolmo, Suecia. Se mudó allí para comenzar su carrera en MMA, después de haber vivido anteriormente en otra ciudad sueca, Kalmar, donde entrenó en el club de lucha local. En el Allstar Training Center, entrena junto con luchadores actuales y anteriores de UFC como Alexander Gustafsson, Ilir Latifi y el entrenador principal de Chimaev, Reza Madadi, entre otros.

## Campeonatos y logros

### Artes marciales mixtas
- Ultimate Fighting Championship
  - Campeón del peso medio vs. Dricus Du Plessis
  - Actuación de la Noche (Cuatro veces) vs. John Phillips, Rhys McKee, Robert Whittaker y Gerald Meerschaert[68][69][70]
  - Récord de victorias consecutivas más rápidas en la historia moderna de la UFC (10 días)[71]
  - Récord de tres victorias consecutivas más rápidas en la historia moderna de la UFC (66 días)[72][73]
  - Pelea de la Noche (Una vez) vs. Gilbert Burns
- Crypto.com
  - Fan Bonus de la Noche vs. Gilbert Burns[74]
- Brave Combat Federation
  - Nocaut de la Noche (Una vez) vs. Ikram Aliskerov[75]
- Nordic MMA Awards – MMAviking.com
  - Prospecto del Año 2018[76]
  - Peleador Masculino del Año 2020[77]
- MMAjunkie.com
  - Nocaut del Mes de septiembre 2020 vs. Gerald Meerschaert[78]
  - Debutante del Año 2020[79]
- MMA Fighting
  - Peleador Promesa del Año 2020[80]
- CombatPress.com
  - Peleador Promesa del Año 2020[81]
- BT Sport
  - Peleador Promesa del Año 2020[82]

### Freestyle wrestling
- Federación Sueca de Lucha
  - Campeonatos Suecos de 2018, 92 kg[83]
  - Campenatos Suecos de 2016, 86 kg[84]
  - Campeonatos Solacup de 2016, 86 kg[85]
  - Campeonatos Hammarslaget de 2015, 86 kg[86]
  - Campeonatos Suecos de 2015, 86 kg[87]
  - Campeonatos Lilla Mälarcupen de 2015, 86 kg[88]

## Récord en artes marciales mixtas
| Récord profesional | Récord profesional | Récord profesional |
| 15 peleas          | 15 victorias       | 0 derrotas         |
| ------------------ | ------------------ | ------------------ |
| Nocaut             | 6                  | 0                  |
| Sumisión           | 6                  | 0                  |
| Decisión           | 3                  | 0                  |

| Resultado | Récord | Oponente           | Método                              | Evento                                 | Fecha                    | Ronda | Tiempo | Localización          | Notas |
| --------- | ------ | ------------------ | ----------------------------------- | -------------------------------------- | ------------------------ | ----- | ------ | --------------------- | --- |
| Victoria  | 15–0   | Dricus du Plessis  | Decisión (unánime)                  | UFC 319                                | 16 de agosto de 2025     | 5     | 5:00   | Chicago, Illinois     | Ganó el Campeonato de Peso Medio de UFC. Actuación de la Noche.                                                   |
| Victoria  | 14–0   | Robert Whittaker   | Sumisión (face crank)               | UFC 308                                | 26 de octubre de 2024    | 1     | 3:34   | Abu Dhabi             | Actuación de la Noche.                                                                                            |
| Victoria  | 13–0   | Kamaru Usman       | Decisión (mayoritaria)              | UFC 294                                | 21 de octubre de 2023    | 3     | 5:00   | Abu Dhabi             | Regreso a peso medio.                                                                                             |
| Victoria  | 12–0   | Kevin Holland      | Sumisión (D'Arce choke)             | UFC 279                                | 10 de septiembre de 2022 | 1     | 2:58   | Las Vegas, Nevada     | Pelea en peso pactado (180 lbs).                                                                                  |
| Victoria  | 11–0   | Gilbert Burns      | Decisión (unánime)                  | UFC 273                                | 9 de abril de 2022       | 3     | 5:00   | Jacksonville, Florida | Pelea de la Noche.                                                                                                |
| Victoria  | 10–0   | Li Jingliang       | Sumisión técnica (rear-naked choke) | UFC 267                                | 30 de octubre de 2021    | 1     | 3:16   | Abu Dhabi             | Regreso a peso wélter. Actuación de la Noche.                                                                     |
| Victoria  | 9–0    | Gerald Meerschaert | KO (puñetazo)                       | UFC Fight Night: Covington vs. Woodley | 19 de septiembre de 2020 | 1     | 0:17   | Las Vegas, Nevada     | Pelea en peso medio. Actuación de la Noche.                                                                       |
| Victoria  | 8–0    | Rhys McKee         | TKO (golpes)                        | UFC on ESPN: Whittaker vs. Till        | 26 de julio de 2020      | 1     | 3:09   | Abu Dhabi             | Rompió el récord de menos días entre dos victorias en UFC (10 días). Actuación de la Noche. Regreso a peso wélter |
| Victoria  | 7–0    | John Phillips      | Sumisión (D'Arce choke)             | UFC on ESPN: Kattar vs. Ige            | 16 de julio de 2020      | 2     | 1:12   | Abu Dhabi             | Actuación de la Noche.                                                                                            |
| Victoria  | 6–0    | Mzwandile Hlongwa  | Sumisión técnica (D'Arce choke)     | Brave CF 27                            | 4 de octubre de 2019     | 2     | 1:15   | Abu Dhabi             | |
| Victoria  | 5–0    | Ikram Aliskerov    | KO (puñetazo)                       | Brave CF 23                            | 19 de abril de 2019      | 1     | 2:26   | Amán                  | |
| Victoria  | 4–0    | Sidney Wheeler     | TKO (sumisión a golpes)             | Brave CF 20                            | 22 de diciembre de 2018  | 1     | 0:35   | Hyderabad             | Pelea en peso medio.                                                                                              |
| Victoria  | 3–0    | Marko Kisič        | TKO (golpes)                        | Brave CF 18                            | 16 de noviembre de 2018  | 1     | 3:12   | Manama                | Debut en peso wélter.                                                                                             |
| Victoria  | 2–0    | Ole Magnor         | Sumisión (rear-naked choke)         | Fight Club Rush 3                      | 18 de agosto de 2018     | 1     | 4:23   | Västerås              | Debut en peso medio.                                                                                              |
| Victoria  | 1–0    | Gard Olve Sagen    | TKO (golpes)                        | International Ring Fight Arena 14      | 26 de mayo de 2018       | 2     | 0:05   | Uppsala               | Pelea en peso pactado (176 lbs).                                                                                  |